# 就活生日記
『就活生日記』（しゅうかつせいにっき）は、NHK就活生応援キャンペーン「コワくない。就活」のひとつとしてNHK総合で放送されたテレビドラマ。

## 概要
2020年3月9日から3月13日まで5分5夜連続で放送された。オムニバス形式で描かれ、各話が就活を取り巻く最新キーワードを基にしたストーリーとなっている。
第2弾として2021年1月11日から2月1日まで5分4週連続で放送された。コロナ禍の中で就活に挑む主人公を中心としたストーリーとなっている。主演は吉川愛。

## あらすじ
第1話 「ここ掘れガクチカ」
（2020年3月9日放送）
佐田華凛はその日の面接でも「ガクチカ」（学生時代に力を入れたこと）をうまく答えられずに気を落とすが、そんな華凛に友人の理沙は内定が出たこと話す。ショックを隠せず落ち込む華凛に沙月はあるアドバイスを伝える。
第2話「就活逃避行」
（2020年3月10日放送）
SNSや掲示板などの情報に振り回され就活疲れの吉川琢磨と神山俊樹は、スマホ断ちキャンプへと向かい「就活逃避行」するのだが、お互いの口から出る話は結局就活のこと。そんな2人の前に現れたのは京極と名乗る奇妙な男…
第3話「0泊3日弾丸就活」
（2020年3月11日放送）
東北のある大学に通う山口さやは東京での就職を希望する地方就活生。夜行バスで東京へ向かい、就活をしてまた夜行バスで帰る「0泊3日弾丸就活」することもしばしば。ある日夜行バスで隣り合った菜津美から声をかけられる。
第4話「祈られすぎて神に近づく男」
（2020年3月12日放送）
通称「お祈りメール」（「今後のご活躍をお祈り申し上げます」で結ばれる不採用メール）をもらい続ける乾祥平は、内定の決まった友人たちにそのことを自虐的に話す。その様子を見ていた友人の一ノ瀬蒼は祥平を神社へと連れて行き…
第5話「オヤカクまであと何歩？」
（2020年3月13日放送）
一ノ瀬蒼は志望していたベンチャー企業に内定が決まっており、会社からは「オヤカク」（親からの入社の承諾）を得た書類を提出するよう求められているが、大手企業への入社を望む父親になかなか言い出せずに悩んでいた。

## キャスト

### 2020年度版
※複数回登場人物には演者名横に登場回を追記
第1話
- 佐田華凛 - 富田望生 [3]
- 佐田沙月 - 綾乃彩
- 理沙 - 阿部紗英
- 面接官 - 辻本耕志
- 就活生 - 今村京香
- 就活生 - 小山莉奈
- 宮木 - 矢部太郎（第4話、第5話）
- 一ノ瀬蒼 - 泉澤祐希 [3]（第2話 - 第5話）

第2話
- 吉川琢磨 - 前田旺志郎
- 神山俊樹 - 小平大智
- 京極 - 皆川猿時

第3話
- 山口さや - 吉田美月喜[4]
- 菜津美 - 栗林藍希
- 店長 - だるま太朗

第4話
- 乾祥平 - 上川周作（第5話）
- 杉山 - 福松凛
- 彩 - 夏川アサ

第5話
- 一ノ瀬蒼 - 泉澤祐希
- 一ノ瀬健一 - 田中要次
- 一ノ瀬良子 - 佐藤真弓
- 社員 - 湯浅浩史

### 2021年度版
- 川村あかり - 吉川愛[5]
- 川村幸彦 - 野間口徹[5]
- 川村小百合 - 西田尚美[5]
- 優香 - 鞘師里保[5]
- 一ノ瀬蒼 - 泉澤祐希[5]
- 辻本耕志
- 金剛地武志
- 犬塚マサオ

## スタッフ

### 2020年度版
- 脚本 - 兵藤るり
- 制作統括 - 小沢倫太郎
- プロデューサー - 細川啓介
- 音楽 - 渡邊崇
- タイトル画 - 矢部太郎 [6]
- 演出 - 桑野智宏

### 2021年度版
- 脚本 - 兵藤るり
- 制作統括 - 細川啓介、小沢倫太郎
- 題字 - 江島史織
- ダンス指導 - 西嶋美幸
- 演出 - 瀬古裕樹